# 哀しみのアダージョ
「哀しみのアダージョ（彼と彼女のソネット）」（かなしみのアダージョ（かれとかのじょのソネット）、原題:T'en va pas）は、フランスの女性歌手エルザのシングルである。1986年にリリースされた。作曲はロマーノ・ムスマッラ、作詞はレジス・ヴァルニエとカトリーヌ・コーエン。

## 概説
この曲はレジス・ヴァルニエ監督の映画『悲しみのヴァイオリン』（1986年）の主題歌として作られた。当時13歳のエルザはこの映画に出演し、監督の薦めで主題歌を歌った。原題「T'en va pas」は「行かないで」という意味で、自分や母親を見捨てて出て行こうとする父親に行かないでと懇願する歌である。フランスでは、シングルとして発売されるとヒット・チャート連続8週間第1位を記録し、売り上げ130万枚を計上した。
日本では1987年の日本盤発売時に「哀しみのアダージョ」という日本語題が付けられた。その後、1994年のシングル再発売時に日本語の副題が加えられ、「哀しみのアダージョ（彼と彼女のソネット）」となった。この副題は、後述する原田知世が大貫妙子の日本語詞によりカバーした際のタイトルである。エルザ自身による英語版のタイトルは「Papa please don't go」となっている。
1989年にリリースされた1枚目のアルバムや、その後にリリースされたレギュラー・アルバムには本曲は収録されず、またシングル自体も廃盤になったため、しばらくは入手困難な状態が続いていたが、1994年のシングル再発売や映画のサウンドトラック発売に続き、1997年にはベスト・アルバム『哀しみのアダージョ～ベスト・オブ・エルザ』が発売され、現在では容易に入手できるようになっている。このベスト盤には英語版や1997年リミックス・バージョンも収録されている。
日本ではジーンズ・メーカーのエドウインが、女性向けブランド「サムシング」のCMで使用したことでも知られる。

## 原田知世盤
1987年7月1日、原田知世が大貫妙子の日本語詞により、「彼と彼女のソネット」の題名でカバー（編曲は後藤次利）。
後の1994年7月21日、本楽曲の原語歌詞によるカバーを発表（シングル『T’EN VA PAS』、フォーライフ）。フジテレビの深夜番組「文學ト云フ事」のエンディングテーマに使われた。
大貫も自身の日本語詞により、同年のアルバム『A Slice of Life』でカバー。この際、歌詞の一部が変更され、原田盤・大貫盤は全く同一の歌詞ではない。

### チャート成績
オリコンチャートの登場週数は6週、チャート最高順位は週間19位、累計2.6万枚のセールスを記録。

### 収録曲
| 全編曲: 後藤次利。 |                                                 |                                       |             |      |
| #                  | タイトル                                        | 作詞                                  | 作曲        | 時間 |
| 1.                 | 「彼と彼女のソネット」(T'en Va Pas)             | C.Coper, R.Wargnier 日本語詞:大貫妙子 | R.Musumarra | 4:17 |
| 2.                 | 「泣いているのは星屑」(Only The Stardust Cries) | 戸沢暢美                              | 後藤次利    | 5:24 |
| 合計時間:          | 合計時間:                                       | 合計時間:                             | 合計時間:   | 9:41 |

## その他カバー
収録作品は初出のもののみ記載する。△…エルザ盤のカバー。◇…原田（大貫）盤のカバー。○…インストゥルメンタル、その他。
- 富沢聖子：「彼と彼女のソネット」。アルバム『星の涙』(1987年) ◇
- ピエール・ポルト：「哀愁のアダージョ」。アルバム『フライデーナイト・ファンタジー』(1994年) ○
- ナタリー：「哀愁のアダージョ」。エルザ盤のCD化より先に発売され、「サムシング」CMソングのオリジナル版であるかのようなコピーがつけられていた。(1994年) △
- CREOLE：「彼と彼女のソネット」。アルバム『彼と彼女のソネット』(1994年) ◇
- T. YUMI:「哀愁のアダージョ 〜彼と彼女のソネット」。オムニバスアルバム『フレンチ・リップス』(1994年) ◇
- 宮村優子：「彼と彼女のソネット」。アルバム『不意打ち』(1997年) ◇
- 長谷川恵里：「彼と彼女のソネット」。アルバム『Flavor』(2002年) ◇
- 坂本美雨：「彼と彼女のソネット」。シングル『THE NEVER ENDING STORY』(2005年) ◇
- Sana：「T’en va pas」。アルバム『蜜月 〜honey moon〜』(2005年) △
- 一十三十一：「彼と彼女のソネット」。オムニバスアルバム『Pure Voice 〜J-COVER〜』(2008年) ◇
- プリシラ・アーン：「哀しみのアダージョ(T’en va pas)」。アルバム『ナチュラル・カラーズ』(2012年) △